# Perfeccionismo
El perfeccionismo, en psicología, es un amplio rasgo de la personalidad caracterizado por la preocupación de una persona para alcanzar la impecabilidad y la perfección, y que va acompañado de autoevaluaciones críticas y preocupaciones con respecto a las evaluaciones de los demás. Se conceptualiza mejor como una característica de personalidad multidimensional y con múltiples capas, e inicialmente algunos psicólogos pensaron que había muchos aspectos positivos y negativos.
El perfeccionismo desadaptativo lleva a las personas a preocuparse por alcanzar ideales inalcanzables o metas poco realistas que a menudo conducen a muchas formas de problemas de adaptación, como depresión, ansiedad, TDAH, TOC, TOCP y baja autoestima. Estos problemas de adaptación a menudo conducen a pensamientos y tendencias suicidas e influyen o provocan otros problemas psicológicos, físicos, sociales y de logros posteriores en niños, adolescentes y adultos. Aunque las perspectivas perfeccionistas pueden reducir el estrés, la ansiedad y el pánico, datos recientes, recopilados por los psicólogos británicos Thomas Curran y Andrew Hill, muestran que las tendencias perfeccionistas están aumentando entre las últimas generaciones de jóvenes.

## Definición

Stanley Kubrick, un cineasta estadounidense, famoso y notorio por su perfeccionismo mientras hacía películas.

Los perfeccionistas se esfuerzan compulsiva e incesantemente por alcanzar objetivos inalcanzables. Miden su autoestima en función de la productividad y los logros hasta el punto de que algunas tendencias incluso los llevan a distraerse de otras áreas de la vida. Los perfeccionistas se presionan a sí mismos para alcanzar metas poco realistas que inevitablemente conducen a la decepción. Los perfeccionistas tienden a ser duros críticos de sí mismos, de su trabajo y de su incapacidad para cumplir con sus propias expectativas.

### Normalversusneurótico
En 1978, D. E. Hamachek defendió la existencia de dos tipos contrastantes de perfeccionismo, clasificando a las personas en tendientes al perfeccionismo normal o al perfeccionismo neurótico. Los perfeccionistas normales están más inclinados a buscar la perfección sin comprometer su autoestima y obtienen placer de sus esfuerzos. Los perfeccionistas neuróticos son propensos a esforzarse por alcanzar objetivos poco realistas y se sienten insatisfechos cuando no pueden alcanzarlos. Hamachek ofrece varias estrategias que han demostrado ser útiles para ayudar a las personas a cambiar de un comportamiento desadaptativo a uno más saludable. La investigación contemporánea apoya la idea de que estos dos aspectos básicos del comportamiento perfeccionista, así como otras dimensiones como el «no perfeccionismo», pueden diferenciarse. Se les ha etiquetado de manera diferente y, en ocasiones, se les conoce como esfuerzo positivo y preocupaciones de evaluación desadaptativas, perfeccionismo activo y pasivo, perfeccionismo positivo y negativo, y perfeccionismo adaptativo y desadaptativo. Aunque existe un perfeccionismo general que afecta a todos los ámbitos de la vida, algunos investigadores sostienen que los niveles de perfeccionismo son significativamente diferentes en distintos ámbitos (es decir, laboral, académico, deportivo, relaciones interpersonales, vida familiar).
Sin embargo, se debate si el perfeccionismo puede ser adaptativo y tiene aspectos positivos. De hecho, investigaciones recientes sugieren que lo que se denomina «perfeccionismo adaptativo» está asociado con pensamientos suicidas, depresión, trastornos alimentarios, mala salud y mortalidad prematura. Algunos investigadores sostienen que, ciertamente, un constructo que hace que las personas piensen más en el suicidio y las pone en riesgo de sufrir depresión, trastornos alimentarios, mala salud y mortalidad prematura está lejos de ser adaptativo. De hecho, no hay apoyo empírico para la afirmación de que existe una forma saludable de perfeccionismo. En cambio, lo que se ha denominado perfeccionismo adaptativo tiene poca relación con el perfeccionismo y tiene más que ver con la lucha por la excelencia. Un esfuerzo incesante por alcanzar expectativas irrazonablemente altas que rara vez se logran y evitar la imperfección a toda costa es lo que distingue al perfeccionismo del excelencia. Por lo tanto, el perfeccionismo se extiende más allá de los esfuerzos de adaptación y no es sinónimo de excelencia o escrupulosidad. Numerosos investigadores desaconsejan el uso del término «perfeccionismo adaptativo», ya que no es apropiado para un rasgo de personalidad.
Existe cierta literatura que apoya el uso del perfeccionismo adaptativo cuando se usa en comparación con el perfeccionismo desadaptativo. Se encontraron diferencias cuando estas dos dimensiones del perfeccionismo se combinaron con los cinco grandes rasgos de personalidad. Por ejemplo, se descubrió que el perfeccionismo adaptativo predice la apertura, la escrupulosidad y la extraversión, mientras que el perfeccionismo desadaptativo predice el neuroticismo.

### Esfuerzosversuspreocupaciones
J. Stoeber y K. Otto sugirieron en una revisión narrativa que el perfeccionismo consta de dos dimensiones principales: esfuerzos perfeccionistas y preocupaciones perfeccionistas. Los esfuerzos perfeccionistas están asociados con aspectos positivos del perfeccionismo; las preocupaciones perfeccionistas están asociadas con aspectos negativos —véase más adelante—.
- Los perfeccionistas sanos puntúan alto en esfuerzos perfeccionistas y bajos en preocupaciones perfeccionistas.
- Los perfeccionistas poco saludables puntúan alto tanto en esfuerzo como en preocupación.
- Los no perfeccionistas muestran bajos niveles de esfuerzos perfeccionistas.[11]

Impulsados por investigaciones anteriores que proporcionaban evidencia empírica de que el perfeccionismo podría estar asociado con aspectos positivos (específicamente esfuerzos perfeccionistas), desafiaron la creencia generalizada de que el perfeccionismo solo es perjudicial a través de una revisión narrativa no empírica. Afirmaron que las personas con altos niveles de esfuerzos perfeccionistas y bajos niveles de preocupaciones perfeccionistas demostraban más autoestima, amabilidad, éxito académico e interacción social. Este tipo de perfeccionista también mostró menos problemas psicológicos y somáticos típicamente asociados con el perfeccionismo, a saber, depresión, ansiedad y estilos de afrontamiento desadaptativos. Sin embargo, las revisiones metaanalíticas empíricas no han logrado replicar estas afirmaciones.

### El modelo integral de comportamiento perfeccionista
El Modelo Integral de Perfeccionismo (CMPB) operacionaliza el perfeccionismo como un estilo de personalidad multinivel y multidimensional que contiene un nivel de rasgo, un nivel autopresentacional y un nivel cognitivo.
El nivel estable, disposicional y similar a un rasgo de este modelo incluye el perfeccionismo orientado a uno mismo y el perfeccionismo socialmente prescrito, así como el perfeccionismo orientado a los demás. El perfeccionismo autoorientado se caracteriza por exigir la perfección de uno mismo, mientras que el perfeccionismo prescrito socialmente se refiere a la necesidad de obtener aceptación cumpliendo las expectativas reales o percibidas impuestas por los demás. Por el contrario, los perfeccionistas orientados a los demás dirigen su perfeccionismo hacia fuentes externas y están preocupados por esperar la perfección de los demás.
El segundo componente del Modelo Integral de Perfeccionismo contiene la expresión interpersonal de la perfección a través del manejo de impresiones y el autocontrol. Este componente relacional refleja la necesidad de parecer perfecto, en lugar de serlo, mediante la promoción de la perfección y el ocultamiento de la imperfección. Al igual que los rasgos de perfeccionismo, estos componentes también son multifacéticos. Una de sus facetas, la autopromoción perfeccionista, se refiere a la expresión del perfeccionismo mediante la presentación activa de una imagen perfecta, aunque a menudo falsa, de uno mismo. Otra faceta interpersonal, la no exhibición de imperfección, es la expresión del perfeccionismo mediante el ocultamiento de atributos o comportamientos que pueden considerarse imperfectos, como cometer errores frente a los demás. De manera similar, la no divulgación de imperfecciones también se asocia con el ocultamiento de aspectos personales, pero se centra en evitar la divulgación verbal de imperfecciones, como no revelar información personal que pueda juzgarse negativamente o admitir fallas. Las tres facetas se utilizan como una (supuesta) protección contra sentimientos de baja autoestima y posible rechazo.
El componente autorrelacional/intrapersonal del CMPB se refiere al pensamiento rumiativo y perfeccionista y se caracteriza por procesos cognitivos relacionados con la necesidad de perfección, así como autorrecriminaciones y un enfoque en la discrepancia entre el yo real y el ideal. Por tanto, este componente implica el procesamiento de información relacionada con el perfeccionismo. Estos tres componentes del Modelo Integral de Perfeccionismo son independientes pero están interrelacionados y pueden estar presentes en individuos en patrones heterogéneos e idiosincrásicos con diferentes combinaciones.

### El Modelo de Desconexión Social del Perfeccionismo
El Modelo de Desconexión Social del Perfeccionismo (PSDM, por sus siglas en inglés) es un modelo dinámico-relacional que describe el perfeccionismo y sus consecuencias en un contexto interpersonal. Este modelo afirma que el perfeccionismo, a través de un estilo interpersonal caracterizado por el distanciamiento y la falta de autenticidad, conduce a la desconexión social y al rechazo que los perfeccionistas pretenden evitar. Según el PSDM, el perfeccionismo se desarrolla en un contexto interpersonal temprano a través de la asincronía entre el niño y el cuidador, cuando hay una falta de sintonía («ajuste») entre el temperamento del niño y las respuestas del cuidador, lo que lleva a necesidades insatisfechas de pertenencia, aceptación, y autoestima. Esto crea un esquema relacional de los demás como críticos y rechazantes, y un modelo interno de uno mismo como defectuoso que hace que los perfeccionistas sean muy sensibles a la posibilidad de ser juzgados y rechazados en los encuentros interpersonales. En consecuencia, según el PSDM, el perfeccionismo tiene un propósito interpersonal y la persona confía en él como medio para satisfacer las necesidades de pertenencia y autoestima. En un intento por obtener una sensación de aceptación y conexión y al mismo tiempo evitar posibles juicios y rechazos, estas personas pretenden ser o parecer impecables. Paradójicamente, este estilo relacional a menudo rígido, distante y encubridor aumenta el potencial de alienación y rechazo y puede conducir a la desconexión social. De esta manera, los propios comportamientos que los perfeccionistas consideran que supuestamente satisfacen necesidades relacionales insatisfechas ejercen una influencia perjudicial en los encuentros interpersonales, por lo que la supuesta solución a la desconexión social en realidad la genera. El PSDM también proporciona un vínculo entre el perfeccionismo y sus consecuencias desadaptativas, ya que el alejamiento de uno mismo y de los demás generado por el perfeccionismo se asocia con una serie de resultados adversos, como dificultades interpersonales, depresión y riesgo de suicidio.

## Medición

### Escala multidimensional de perfeccionismo (MPS)
Randy O. Frost y otros (1990) desarrollaron una escala de perfeccionismo multidimensional (ahora conocida como «Escala de perfeccionismo multidimensional Frost», FMPS) con seis dimensiones:
1. Preocupación por cometer errores
2. Altos estándares personales (búsqueda de la excelencia)
3. Percepción de altas expectativas por parte de los padres
4. Percepción de altas críticas por parte de los padres
5. Dudas sobre la calidad de las propias acciones, y
6. Preferencia por el orden y la organización.

Hewitt y Flett (1991) idearon otra «escala de perfeccionismo multidimensional», una medida de 45 ítems que califica tres aspectos de la autopresentación perfeccionista:
1. Perfeccionismo orientado a uno mismo
2. Perfeccionismo orientado a los demás, y
3. Perfeccionismo socialmente prescrito.

El perfeccionismo autoorientado se refiere a tener expectativas y estándares poco realistas para uno mismo que conducen a una motivación perfeccionista. El perfeccionismo orientado a los demás consiste en tener expectativas y estándares poco realistas para los demás que, a su vez, los presionan a tener sus propias motivaciones perfeccionistas. El perfeccionismo prescrito socialmente se caracteriza por el desarrollo de motivaciones perfeccionistas debido a altas expectativas reales o percibidas de otras personas importantes. Los padres que presionan a sus hijos para que tengan éxito en determinadas actividades (como el atletismo o en lo académico) son un ejemplo de lo que a menudo causa este tipo de perfeccionismo, ya que los niños sienten que deben cumplir con las elevadas expectativas de sus padres.
Se ha señalado una similitud entre la distinción de Frost entre «establecer altos estándares para uno mismo» y el nivel de «preocupación por cometer errores en el desempeño» (las dos dimensiones más importantes de la FMPS) y la distinción de Hewitt y Flett entre perfeccionismo «orientado hacia uno mismo versus perfeccionismo prescrito socialmente».

### Escala de Autopresentación Perfeccionista (PSPS)
Hewitt y cols. (2003) desarrollaron la Escala de Autopresentación Perfeccionista (PSPS, por sus siglas en inglés), una medida de autoinforme de 27 ítems que evalúa los tres componentes interpersonales y expresivos del Modelo Integral de Perfeccionismo. Incluye tres subescalas relacionadas con la autopresentación perfeccionista, es decir, con la necesidad de parecer impecable:
1. Autopromoción perfeccionista
2. No exhibición de imperfecciones, y
3. No divulgación de imperfecciones.
La PSPS mide la expresión (el proceso) del rasgo de perfeccionismo y está directamente relacionada con los rasgos de perfeccionismo, particularmente el perfeccionismo autoorientado y socialmente prescrito. Además, las dimensiones de la PSPS se correlacionan con medidas de angustia psicológica, como los síntomas de ansiedad, lo que indica que la autopresentación perfeccionista es una tendencia defensiva desadaptativa.

### Inventario de Cogniciones de Perfeccionismo (PCI)
El Inventario de Cogniciones de Perfeccionismo (PCI) desarrollado por Flett, Hewitt, Blankstein y Gray (1998) es un inventario de 25 ítems que mide el componente cognitivo autorrelacional del perfeccionismo en forma de pensamientos automáticos sobre el logro de la perfección. Incluye declaraciones sobre cogniciones con temas de perfeccionismo, como referencias a la comparación social y la conciencia de ser imperfecto y no lograr altas expectativas. En lugar de enfatizar declaraciones similares a rasgos, el PCI se caracteriza por declaraciones similares a estados, centrándose en los diferentes contextos situacionales y temporales que pueden conducir a diferentes pensamientos perfeccionistas.
El PCI se asocia con la presencia de pensamientos automáticos negativos y una puntuación alta en esta medida se ha relacionado con altos grados de autocrítica, culpa y perseverancia ante el fracaso.

### Escala Casi Perfecta Revisada (APS-R)
Slaney y sus colegas (1996) desarrollaron la «Escala Casi Perfecta Revisada» (APS-R, por sus siglas en inglés). Las personas se clasifican en función de sus puntuaciones en tres medidas:
1. Altos estándares
2. Orden, y
3. Discrepancia.

La discrepancia se refiere a la creencia de que no se están cumpliendo altos estándares personales, que es el aspecto negativo que define el perfeccionismo. Aquellos con puntuaciones altas en lo que el APS-R considera perfeccionismo desadaptativo suelen obtener las puntuaciones más altas de estrés social y ansiedad, lo que refleja sus sentimientos de insuficiencia y baja autoestima. Sin embargo, es discutible si los altos estándares medidos por APS-R realmente evalúan el perfeccionismo.
En general, el APS-R es un instrumento relativamente fácil de administrar y puede usarse para identificar tanto a adolescentes como a adultos perfeccionistas, aunque aún no se ha demostrado su utilidad en niños. Otras dos formas de la APS-R miden el perfeccionismo dirigido hacia las parejas íntimas (Escala Diádica Casi Perfecta) y el perfeccionismo percibido de la propia familia (Escala Familiar Casi Perfecta).
Se ha cuestionado la validez del APS-R. Es decir, algunos investigadores sostienen que los estándares altos no son necesariamente estándares perfeccionistas. Por ejemplo, se ha demostrado que cuando se reformula la APS-R para reflejar términos más perfeccionistas, los resultados difieren en comparación con la redacción original de esta escala. Específicamente, sólo la escala reformulada, más perfeccionista, se asocia con inadaptación, como depresión y ansiedad, mientras que sólo la escala original está relacionada con resultados adaptativos. Esto sugiere que lo que se denomina «perfeccionismo adaptativo» en el APS-R original puede simplemente reflejar altos estándares. Además, varios investigadores consideran sospechosa la relevancia de la discrepancia con la literatura sobre el perfeccionismo, dado el número de términos de estado de ánimo negativos incluidos. Incluir términos de estado de ánimo negativos en los ítems, como la subescala de discrepancia, aumenta en gran medida la probabilidad de descubrir una relación entre perfeccionismo y neuroticismo que puede deberse simplemente a la redacción más que a un vínculo perfeccionismo-neuroticismo.

### Escala de Perfeccionismo de la Apariencia Física (PAPS)
La «Escala de Perfeccionismo de Apariencia Física» (PAPS) explica un tipo particular de perfeccionismo: el deseo de una apariencia física perfecta. La PAPS es una evaluación multidimensional del perfeccionismo en la apariencia física que proporciona la mayor información cuando las subescalas se evalúan por separado.
En general, el PAPS permite a los investigadores determinar la imagen corporal de los participantes y la autoconcepción de su apariencia, algo fundamental en los tiempos actuales en los que se presta tanta atención al atractivo y a la obtención de la apariencia ideal. Las dos subescalas que utiliza para evaluar las preocupaciones sobre la apariencia son:
1. Preocupación por la imperfección, y
2. Esperanza de perfección.

Aquellos que obtienen puntuaciones altas en «Preocupación por la imperfección» suelen estar muy preocupados por alcanzar la perfección, la apariencia física y el comportamiento de control corporal. También demuestran una autopercepción positiva baja de su apariencia, mientras que aquellos que obtuvieron una puntuación alta en «Esperanza de perfección» arrojaron una autopercepción positiva alta. Esperanza de perfección también se correspondía con comportamientos de gestión de impresiones y la lucha por alcanzar objetivos ambiciosos.
En resumen, la preocupación por la imperfección se relaciona con los aspectos negativos del perfeccionismo de la apariencia, mientras que la esperanza de perfección se relaciona con los aspectos positivos. Una limitación del uso del PAPS es la falta de literatura psicológica que evalúe su validez.

## Implicaciones psicológicas
Los perfeccionistas tienden a disociarse de sus defectos o de lo que creen que son defectos (como las emociones negativas) y pueden volverse hipócritas e hipercríticos con los demás, buscando la ilusión de la virtud para ocultar sus propios vicios.
Los investigadores han comenzado a investigar el papel del perfeccionismo en diversos trastornos mentales como la depresión, la ansiedad, los trastornos alimentarios,el autismo, y los trastornos de la personalidad, así como el suicidio. Cada trastorno está asociado con distintos niveles de las tres subescalas de la Escala de Perfeccionismo Multidimensional.  Por ejemplo, el perfeccionismo socialmente prescrito en las mujeres jóvenes se ha asociado con una mayor insatisfacción con la imagen corporal y con la evitación de situaciones sociales que se centran en el peso y la apariencia física.
También se ha examinado con cierto detalle la relación que existe entre las tendencias perfeccionistas y los métodos para afrontar el estrés. Aquellos que mostraban tendencias asociadas con el perfeccionismo, como la reflexión sobre eventos pasados o la fijación en los errores, tendían a utilizar un afrontamiento más pasivo o evitativo. También tendieron a utilizar la autocrítica como método de afrontamiento. Esto es consistente con las teorías que conceptualizan la autocrítica como un elemento central del perfeccionismo.

## Consecuencias
El perfeccionismo puede ser perjudicial. Puede tomar la forma de procrastinación cuando se usa para posponer tareas y de autodesprecio cuando se usa para excusar un desempeño deficiente o para buscar simpatía y afirmación de otras personas. Éstas, juntas o separadas, son estrategias que perjudican a los perfeccionistas y que pueden utilizar para proteger su sentido de autocompetencia. En general, los perfeccionistas sienten una presión constante para cumplir con sus altas expectativas, lo que crea una disonancia cognitiva cuando éstas no se cumplen. El perfeccionismo se ha asociado con muchas otras complicaciones psicológicas y fisiológicas. Además, el perfeccionismo puede resultar en alienación y desconexión social a través de ciertos patrones interpersonales rígidos comunes a los individuos perfeccionistas.

### Suicidio
El perfeccionismo se considera cada vez más un factor de riesgo de suicidio. La tendencia de los perfeccionistas a tener expectativas excesivamente altas de sí mismos y a ser autocríticos cuando sus esfuerzos no cumplen con las expectativas que han establecido, combinada con su tendencia a presentar públicamente una imagen de perfección, aumenta su riesgo de ideación suicida al tiempo que disminuye la probabilidad de buscar ayuda cuando la necesitan. El perfeccionismo es uno de los muchos predictores de suicidio que afectan negativamente a las personas a través de la presión para cumplir altas expectativas generadas por otros o por uno mismo, el sentimiento de incapacidad de estar a la altura de ellas y la desconexión social.
Es importante destacar que la relación entre tendencias suicidas y perfeccionismo depende de las dimensiones particulares del perfeccionismo. Los esfuerzos perfeccionistas están asociados con la ideación suicida, mientras que las preocupaciones perfeccionistas predicen tanto la ideación suicida como el intento de suicidio. Además, se descubrió que el perfeccionismo prescrito socialmente, un tipo de preocupación perfeccionista, estaba asociado con ideas suicidas tanto iniciales como a largo plazo. Esto implica que las preocupaciones perfeccionistas, como el perfeccionismo prescrito socialmente, están relacionadas con resultados más perniciosos en el contexto del suicidio.

### Anorexia nerviosa
El perfeccionismo se ha relacionado con la anorexia nerviosa en investigaciones realizadas durante décadas. En 1949, los investigadores describieron el comportamiento de la persona anoréxica promedio como «rígido» e «hiperconsciente», y observaron también una tendencia a la «pulcritud, la meticulosidad y una terquedad testaruda que no se presta a la razón [lo que] la convierte en una perfeccionista absoluta». El perfeccionismo es una característica perdurable en las biografías de las personas anoréxicas. Está presente antes de la aparición del trastorno alimentario, generalmente en la infancia, durante la enfermedad, y también después de la remisión. La incesante lucha por la delgadez entre los anoréxicos es en sí misma una manifestación de este estilo de personalidad, de una insistencia en alcanzar estándares de desempeño inalcanzables.
Debido a su cronicidad, las personas con trastornos alimentarios también muestran tendencias perfeccionistas en otros ámbitos de la vida además de las dietas y el control de peso. Por ejemplo, se ha observado un rendimiento excesivo en la escuela entre los anoréxicos, como resultado de su comportamiento excesivamente trabajador.
Se descubrió que el nivel de perfeccionismo influye en la recuperación a largo plazo de la anorexia. Aquellos que obtuvieron una puntuación más baja de perfeccionismo pudieron tener una tasa de recuperación más rápida que los pacientes que obtuvieron una puntuación alta en perfeccionismo.

### Aplicaciones generales
El perfeccionismo suele manifestarse en el desempeño laboral o académico, la pulcritud y la estética, la organización, la escritura, el habla, la apariencia física y la salud y la limpieza personal. En el lugar de trabajo, el perfeccionismo suele estar marcado por una baja productividad y el incumplimiento de plazos, ya que las personas pierden tiempo y energía prestando atención a detalles irrelevantes de sus tareas, que van desde proyectos importantes hasta actividades cotidianas mundanas. Esto puede provocar depresión, alienación social y un mayor riesgo de «accidentes» laborales. Adderholdt-Elliot (1989) describe cinco características de los estudiantes y profesores perfeccionistas que contribuyen al bajo rendimiento: procrastinación, miedo al fracaso, mentalidad de «todo o nada», perfeccionismo paralizado y adicción al trabajo.
Según C. Allen, en las relaciones íntimas, las expectativas poco realistas pueden provocar una gran insatisfacción en ambos miembros.
En un contexto ocupacional diferente, los deportistas pueden desarrollar tendencias perfeccionistas. El rendimiento físico y mental óptimo es fundamental para los deportistas profesionales, aspectos que se relacionan estrechamente con el perfeccionismo. Aunque los atletas perfeccionistas se esfuerzan por triunfar, pueden verse limitados por su intenso miedo al fracaso y, por lo tanto, no esforzarse plenamente o sentirse demasiado personalmente responsables de una pérdida. Debido a que su éxito frecuentemente se mide mediante una puntuación o unas estadísticas, los atletas perfeccionistas pueden sentir una presión excesiva para triunfar.

### Complicaciones médicas
El perfeccionismo es un factor de riesgo para el trastorno obsesivo-compulsivo, trastorno de personalidad obsesivo-compulsivo, trastornos alimentarios, ansiedad social, trastorno dismórfico corporal, adicción al trabajo, autolesiones y suicidio, abuso de sustancias y depresión clínica, así como problemas físicos como enfermedades cardíacas. Además, los estudios han encontrado que las personas con perfeccionismo tienen una tasa de mortalidad más alta que las que no lo son. Una posible razón de esto es el estrés y la preocupación adicionales que acompañan a la creencia irracional de que todo debe ser perfecto.
Dado que el perfeccionismo es una cuestión de autoestima basada en convicciones emocionales sobre lo que uno debe hacer para ser aceptable como persona, el pensamiento negativo se aborda con mayor éxito en el contexto de un proceso de recuperación que aborda directamente estas convicciones.

### Impacto en el tratamiento psicológico
Varios estudios sugieren que el perfeccionismo puede limitar la eficacia de la psicoterapia. Es decir, el perfeccionismo impide el éxito del tratamiento en la búsqueda, el mantenimiento y, en última instancia, el beneficio de la ayuda. Las actitudes desfavorables y las creencias negativas hacia la búsqueda de ayuda presentan una barrera al tratamiento entre los perfeccionistas. Cuando asisten a tratamiento, los perfeccionistas, especialmente aquellos con una alta presentación perfeccionista, tienen más probabilidades de experimentar las entrevistas clínicas iniciales como provocadoras de ansiedad y evaluar su desempeño como inadecuado. El perfeccionismo también puede afectar la adherencia al tratamiento. Por ejemplo, un estudio demostró que el perfeccionismo orientado a los demás está asociado con el abandono del tratamiento. Además, la eficacia del tratamiento puede verse comprometida por la tendencia de los perfeccionistas a presentar una imagen de perfección y evitar las revelaciones personales debido a una excesiva sensibilidad al juicio y al rechazo. Lo más importante es que el éxito del tratamiento puede verse afectado negativamente debido a la desconexión interpersonal que prevalece entre los perfeccionistas y que se asocia con la imposibilidad de desarrollar o fortalecer una alianza terapéutica positiva.

## Narcisismo
Según Arnold Cooper, el narcisismo puede considerarse como una forma autopercibida de perfeccionismo: «una insistencia en la perfección en el objeto del yo idealizado y el poder ilimitado del yo grandioso. Estos tienen sus raíces en lesiones traumáticas al yo grandioso». En apoyo, la investigación sugiere que algunas formas de perfeccionismo están asociadas con un narcisismo grandioso, mientras que otras están asociadas con un narcisismo vulnerable. Al igual que el perfeccionismo, el narcisismo, particularmente en su forma vulnerable, se asocia con una autoestima contingente y una necesidad de validación. Los narcisistas suelen ser pseudoperfeccionistas y requieren ser el centro de atención y crear situaciones en las que recibirán atención. Este intento de ser perfecto es coherente con la grandiosa autoimagen del narcisista. Detrás de tal perfeccionismo, lapsicología del yo vería lesiones traumáticas anteriores al yo grandioso.
El narcisismo vulnerable es mayormente encubierto y se caracteriza por una necesidad de reconocimiento de otras personas (por ejemplo, validación o admiración) y un sentido de autoestima que depende de este reconocimiento. Si no se alcanza un estado percibido de perfección y el reconocimiento no es inmediato o dudoso, esto puede resultar en una baja autoestima, retraimiento social y comportamientos de evitación, ya que el individuo teme perder su validación y admiración.

## Rasgos de personalidad
El perfeccionismo es uno de los 16 factores de personalidad de Raymond Cattell. Según este constructo, las personas organizadas, compulsivas, autodisciplinadas, socialmente precisas, con fuerza de voluntad exigente, controladas y sentimentales son perfeccionistas. En los cinco grandes rasgos de personalidad, el perfeccionismo es una manifestación extrema de escrupulosidad y puede provocar un neuroticismo creciente cuando no se cumplen las expectativas del perfeccionista.
Las preocupaciones perfeccionistas son más similares al neuroticismo, mientras que los esfuerzos perfeccionistas son más similares a la escrupulosidad.

## Niños y adolescentes
La prevalencia del perfeccionismo es alta en niños y adolescentes, con estimaciones que oscilan entre el 25 % y el 30 %. Al igual que en los adultos, el perfeccionismo en los jóvenes es un factor de vulnerabilidad central para una variedad de resultados negativos, como depresión, ansiedad, ideas suicidas y trastorno obsesivo-compulsivo. Para medir los dos componentes del rasgo del perfeccionismo autoorientado y socialmente prescrito en este grupo de edad, puede resultar útil la ampliamente utilizada Escala de Perfeccionismo Niño-Adolescente (CAPS).

## Tratamientos

### Terapia cognitivo-conductual (TCC)
Se ha demostrado que la terapia cognitivo-conductual (TCC) ayuda con éxito a los perfeccionistas a reducir la ansiedad social, la timidez pública, las conductas del trastorno obsesivo-compulsivo (TOC) y el perfeccionismo. Al utilizar este enfoque, una persona puede comenzar a reconocer su pensamiento irracional y encontrar una forma alternativa de abordar las situaciones.

### Terapia psicodinámica/interpersonal (PI)
Consistente con el desarrollo y expresión del perfeccionismo dentro de un contexto interpersonal, este tratamiento se enfoca en la base dinámica-relacional del perfeccionismo. En lugar de centrarse directamente en el comportamiento perfeccionista y buscar simplemente la reducción de los síntomas, la terapia dinámica relacional se caracteriza por centrarse en los patrones relacionales desadaptativos y las dinámicas interpersonales que subyacen y mantienen el perfeccionismo.

### Prevención de exposición y respuesta (ERP)
Los psicólogos también emplean la prevención de exposición y respuesta (ERP) en el tratamiento de los síntomas obsesivo-compulsivos, incluido el perfeccionismo. Esta forma de terapia se basa en alentar a las personas a detener su comportamiento perfeccionista en tareas que normalmente realizarían hasta la perfección. Con el tiempo, la ansiedad puede disminuir a medida que la persona descubre que no hay consecuencias importantes por completar tareas específicas de manera imperfecta.

### Terapia conductual basada en la aceptación (ABBT)
Se demostró que la terapia conductual basada en la aceptación (ABBT) tiene una contribución importante para tratar el perfeccionismo al aumentar la consciencia, aumentar la aceptación y vivir una vida significativa. Se demostró que estas prácticas ayudan a reducir la ansiedad, la depresión y la fobia social. Se ha demostrado que este enfoque es eficaz seis meses después de la terapia.